# روجر هولمز
روجر هولمز (بالإنجليزية: Roger Holmes)‏ (9 سبتمبر 1942 في المملكة المتحدة - ) هو لاعب كرة قدم بريطاني في مركز مهاجم داخلي. لعب مع Lincoln United F.C. ‏ ولينكولن سيتي أف سي.